# Somn de iarnă
Hibernare (în turcă Kış Uykusu pronunție în turcă [ˈkɯʃ ujkuˈsu]) este un film dramatic turcesc din 2014 regizat de Nuri Bilge Ceylan, adaptat după povestirea din 1892 „Nevastă-mea” (Жена) de Anton Cehov și o intrigă minoră din romanul Frații Karamazov (1879) de Feodor Dostoievski. Povestea are loc în Anatolia și examinează diferența semnificativă dintre bogați și săraci, precum și dintre cei puternici și cei neputincioși din Turcia. În rolurile principale au interpretat actorii  Haluk Bilginer, Demet Akbag și Melisa Sözen.
Ceylan a dorit foarte mult să ecranizeze povestirea lui Cehov și a filmat-o în Cappadocia. La Festivalul de Film de la Cannes din 2014, filmul a câștigat Palme d'Or și Premiul FIPRESCI.

## Prezentare
Aydın, fost actor de teatru, este proprietarul unui hotel în vârful muntelui în Cappadocia, precum și al mai multor proprietăți pe care le dă în chirie localnicilor. El duce o viață mai idilică decât majoritatea oamenilor din jurul său. Educat și bogat, își petrece timpul scriind rubrici pentru un ziar local și cercetând istoria teatrului turcesc, despre care speră să scrie o carte cândva.
Într-o zi, Aydın și angajatul său Hidayet merg cu mașina prin sat, moment în care o piatră le sparge o fereastră. A fost aruncată de İlyas, fiul lui İsmail, unul dintre chiriașii lui Aydın, care a rămas în urmă cu plata a chiriei pe câteva luni. Când Hidayet îl confruntă pe tatăl acestuia, află că oamenii lui Aydın a trimis deja recuperatori care au luat televizorul și frigiderul lui İsmail, iar İsmail a fost bătut de polițiști pentru că s-a împotrivit. Situația escaladează până când fratele lui Ismail, Hamdi, intervine și-i desparte.
Hamdi, imamul local care vrea ca toți să fie mulțumiți, îl duce pe tânărul İlyas la Aydın în încercarea de a aplana incidentul cu fereastra spartă. Cu toate acestea, nu reușește decât să-l enerveze pe Aydin, inspirându-l să scrie o coloană despre modul în care un imam ar trebui să dea cu adevărat un exemplu adecvat comunității sale. La început, sora sa Necla se întreabă de ce Aydın nu își folosește talentul de scriitor într-un loc mai bun decât ziarul local pe care nu-l citește nimeni. Mai târziu, ea își schimbă total punctul de vedere și îi spune că el doar critică superficial și sentimental alte persoane din fotoliul său confortabil. Acest lucru are ca rezultat o discuție foarte lungă cu remarci din trecut și prezent între cei doi frați. Această schimbare de opinie are loc după ce Necla îi spune soției lui Aydın, Nihal, că ar fi mai bine să se întoarcă la fostul ei soț, la care Nihal îi spune lui Necla că este liberă să plece, chiar dacă este o idee stupidă.
Nihal este mult mai tânără decât soțul ei Aydın. Ea încearcă să dea un sens vieții sale prin strângerea de fonduri pentru școlile nedezvoltate, activitate pentru care Aydın nu a manifestat prea mult interes. Cu toate acestea, atunci când Nihal organizează un eveniment privat de strângere de fonduri în casa lui, Aydın se enervează și îi spune că totul va fi un eșec garantat din cauza lipsei de experiență și a abilităților ei slabe de contabilitate. Acest lucru se transformă într-un argument emoțional, în care el îi spune că este liberă să divorțeze de el dacă dorește acest lucru. În cele din urmă, Aydın afirmă că va pleca la Istanbul câteva luni pentru a-și publica cartea sa. El o avertizează că nu ar trebui să aibă încredere în profesorul Levent (Nadir Sarıbacak), una dintre celelalte persoane implicate în strângerea de fonduri, deoarece Aydın consideră că Levent nu are valori morale. Înainte de a pleca, Aydın îi dă un plic cu o mare sumă de bani și îi spune s-o considere o donație anonimă.
A doua zi, prin zăpadă, Hidayet îl duce pe Aydın la gară, cărând toate bagajele acestuia, în timp ce Aydın merge cu mâinile în buzunar. Din cauza ninsorii puternice, trenul întârzie câteva ore, iar Aydın decide să îl viziteze pe Suavi, prietenul său, care locuiește într-un sat din apropiere. Suavi salută vizita lui Aydın, dar apare și Levent, deoarece Suavi și Levent au plănuit mai devreme să iasă la vânătoare. Își petrec seara bând vin și vorbind. Apare o oarecare tensiune între Aydın și Levent, deoarece ultimul insinuează că Aydın nu a făcut suficient pentru a ajuta oamenii după un cutremur, care a avut loc cu șase ani în urmă.
Între timp, Nihal se duce în casa lui Hamdi, İsmail, İlyas și a bunicii bolnave a acestuia. Nihal află că İsmail a rămas șomer după o pedeapsă cu închisoarea pe 6 luni după ce a înjunghiat un hoț de haine și că İlyas este bolnav de pneumonie. Dificultățile lor financiare se datorează faptului că Hamdi trebuie să aibă grijă de toți din veniturile sale mici de imam. Nihal le oferă plicul cu banii donați de Aydın, în care se află aproximativ 10.000 de lire turcești (5.900 de dolari americani în 2013), suficienți pentru a cumpăra o casă în zonă. Ismail vine beat acasă și este insultat de ceea ce crede el că este o încercare a ei de a-și spăla conștiința și aruncă banii în focul din șemineu, spre groaza lui Nihal care începe să plângă.
Filmul se încheie cu Aydın care se întoarce acasă a doua zi, de la vânătoare. În timp ce Nihal se uită afară pe fereastră la el, în tăcere, se aud gândurile lui Aydin care explică că el nu poate trăi fără Nihal, chiar dacă ea nu-l mai iubește. Aydin începe în cele din urmă proiectul său amânat de a scrie o carte despre istoria teatrului turcesc.

### Diferențe față de povestirea lui Cehov
Povestirea are loc 1892, în Rusia când țăranii sunt bolnavi și mor de foame după o secetă. Eroul poveștii, Pavel Andreievici, locuiește în casa sa de la țară alături de a doua sa soție, Natalia Gavrilovna, care strânge fonduri pentru  a ajuta țăranii. Pavel vrea să scrie o carte despre istoria căilor ferate rusești. El este mereu în contradicție cu soția sa, care locuiește la primul etaj al casei. Cuplul se întâlnește uneori pe hol. Natalia și rudele sale trăiesc pe seama lui Pavel. Pavel se ceartă cu soția sa și decide să plece. Cu toate acestea, mica călătorie îl afectează foarte mult; se întoarce, îi explică soției și începe să-și scrie cartea.

## Distribuție
- Haluk Bilginer - Aydın, fost actor care este acum scriitor, proprietar de hotel și proprietar al mai multor proprietăți pe care le dă în chirie localnicilor
- Demet Akbağ - Necla, sora lui Aydın recent divorțată.
- Melisa Sözen - Nihal, tânăra soție a lui Aydın.
- Ayberk Pekcan - Hidayet, asistentul lui Aydın's.
- Tamer Levent - Suavi, prietenul lui Aydın.
- Nejat İșler - İsmail, chiriașul șomer al lui Aydın, recent eliberat din închisoare.
- Serhat Kılıç - Hamdi, imamul local și fratele lui İsmail.
- Nadir Sarıbacak - Levent, un profesor și prietenul lui Nihal.
- Mehmet Ali Nuroğlu - Timur, unul dintre cei cazați la hotel.
- Emirhan Doruktutan - Ilyas, fiul lui Ismail.

## Producție

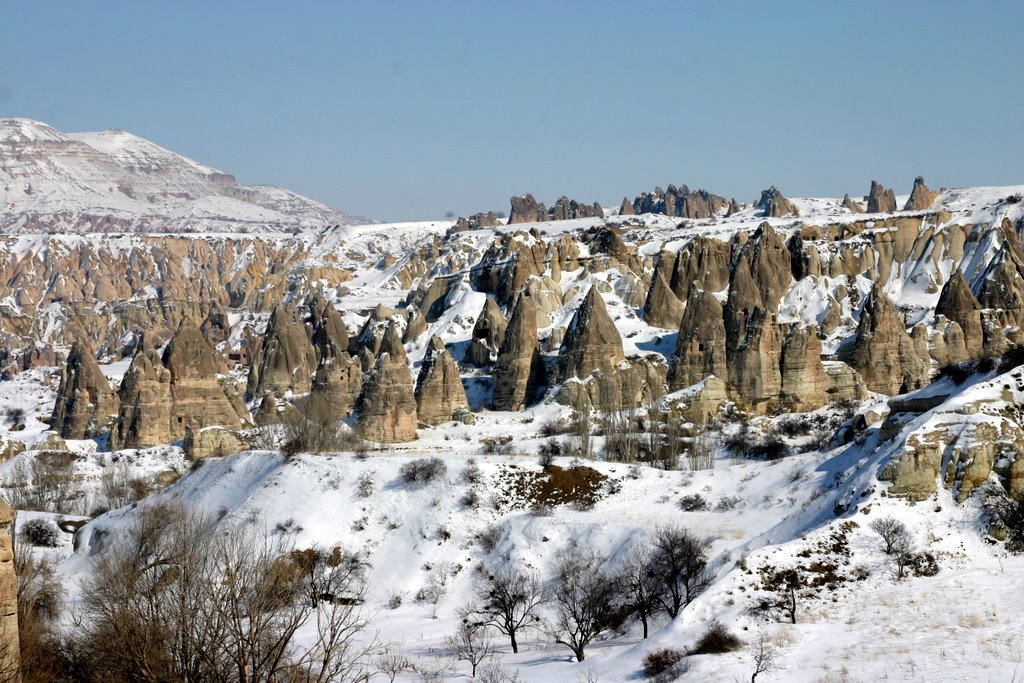
Filmările au avut loc în două luni de iarnă în Cappadocia

Regizorul Nuri Bilge Ceylan a co-scris scenariul împreună cu soția Ebru Ceylan, bazat pe povestirea lui Anton Cehov, „Nevastă-mea”. De 15 ani a dorit să facă o adaptare a acestei povestiri, dar nu s-a simțit pregătit. El a spus că a fost dificil să scrie, remarcând „te zbați și există perioade în care simți că nu ajungi nicăieri. La câteva zile după aceea, ai un scenariu și uiți ce s-a întâmplat". Ebru, care deseori a avut discuții lungi cu acesta în privința scenariilor scrise împreună, a optat pentru încheierea parteneriatului lor de scriere după Somn de iarnă.
Filmul a fost produs prin intermediul companiei regizorului, NBC Film, în colaborare cu compania turcă Zeynofilm, compania germană Bredok Film Production și cea franceză Memento Films. A primit fonduri de 450.000 de euro de la Eurimages, un fond de sprijin cultural al Consiliului Europei. Filmările au avut loc în două luni de iarnă în Cappadocia, au urmat apoi patru săptămâni la Istanbul pentru scenele de studio. Somn de iarnă a fost filmat cu Sony F65. Ajustările finale ale acțiunii filmului au fost făcute atunci de Ceylan la montaj.

## Distribuție
Filmul a fost distribuit de Pinema în Turcia,  New Wave Films în Regatul Unit și Adopt Films în Statele Unite ale Americii.

## Recepție

### Recepție critică
Potrivit web-site-ului Metacritic, care a adunat  27 de recenzii ale filmului și unde are un scor mediu de 88 din 100, filmul a primit „aprecieri universale”.  Rotten Tomatoes, un alt agregator, raportează că 87% din cele 83 de recenzii sunt pozitive, iar scorul mediu este de 8,3 din 10. Consensul critic al site-ului spune: „Epic în lungime, palpitant de urmărit și cu totul fascinant, Somn de iarnă cere - și recompensează - atenția spectatorilor răbdători".
Scriind pentru The Guardian la proiecția filmului de la Cannes, Xan Brooks a remarcat că „aceasta este un film uimitor. Cel mai bine, Somn de iarnă dezvăluie un Ceylan la fel de riguros din punct de vedere psihologic, în felul său, ca și Ingmar Bergman înaintea sa". Robbie Collin de la The Telegraph a spus că filmul este „o altă chestie extrem de inteligentă din partea regizorului, care împinge mai departe limitele a ceea ce așteptăm de la cinematografie și, de asemenea, la ceea ce se așteaptă de la noi: o poveste puternică despre ceea ce devine un om atunci când inima lui intră în hibernare".
IndieWire a lăudat filmul și l-a definit ca un „portret fascinant, superb interpretat al unui latifundiar bogat, implicat în sine și al diferitelor personaje afectate de domnia sa”, în timp ce The Telegraph l-a considerat „un film despre o căsătorie eșuată  - care este îndrăzneț, frumos și foarte lung". The Guardian a lăudat interpretarea magnifică a lui Haluk Bilginer în rolul lui Aydin. O altă recenzie pozitivă a avut revista Variety. Criticul de film Justin Chang a numit filmul „o experiență bogată și captivantă” și a afirmat că Nuri Bilge Ceylan a atins „vârful” său cu Somn de iarnă. Un alt critic, Ben Kenigsberg, a spus despre Somn de iarnă că a fost cel mai lung film din competiția de film de la Cannes, dar a subliniat că filmul era favoritul premiilor din start. El a considerat, de asemenea, că „prezentarea lentă... a detaliilor personajelor este chiar devastatoare”.
Karin Badt, de la Huffington Post, a numit filmul o „capodoperă” și a menționat că există „mișcare și creștere și autorealizare” în personaje și niciunul dintre ele nu este „alb-negru”. De asemenea, finalul filmului a fost definit ca „ambiguu” lăsând părți ale filmului la libera interpretare a spectatorului. Way Too Indie a dat filmului 9,7 puncte din 10, comentând: „Ce a făcut Béla Tarr cu imaginile, Nuri Bilge Ceylan a realizat cu dialogul; o asimilare sută la sută inclusivă. Vă pierdeți literalmente în interiorul acestei lumi care pare să se balanseze la periferia umanității în sine. Dar, credeți sau nu, asta este doar suprafața. Dacă ai încredere în Ceylan și trupa sa de actori geniali, fiecare acțiune va dezvălui semnificații mai profunde, fiecare cadru va conține detalii semnificative și veți părăsi cinematograful complet hrănit". Revista TIME a remarcat că nu este o surpriză faptul că filmul a câștigat premiul și a menționat: „Somn de iarnă sondează psihologia unui proprietar turc care se confruntă cu crize din partea tinerei sale soții, a surorii sale și a chiriașilor săi jigniți”. Irish Times a catalogat filmul ca fiind „grozav” și a comentat: „Atât de liniștit este Somn de iarnă, încât face ca A fost odată în Anatolia, ultimul său film, să se simtă ca un episod din Echipa de șoc (The A-Team)”.
Cine Vue a menționat că, dacă filmul anterior al lui Ceylan A fost odată în Anatolia s-a inspirat din opera lui Dostoievski, Somn de iarnă s-a inspirat din Cehov. Recenzorul a adăugat: „Ritmul ultimului [film al lui] Ceylan va fi în mod inevitabil un obstacol pentru mulți spectatori, pe măsură ce un început lent cu numeroase scene de dialog prezentate în totalitate devine și mai liniștit într-o pereche de confruntări verbale maratoniste”.

### Interpretare
Potrivit recenzorului Robbie Collin, Aydın se consideră drept conducătorul benefic al regiunii, intervenind în afacerile cetățenilor de sub munte, în timp ce în realitate, aproape oricine, inclusiv soția sa, îl disprețuiește pe Aydın.
Când se apropie sezonul de iarnă și oaspeții pleacă, tensiunea dintre Aydın, soția sa, sora lui care locuiește cu el și oamenii din sat este dezvăluită prin dialoguri lungi. Conversațiile domină filmul pe măsură ce natura interioară a personajelor este dezvăluită încet. Recenzorul de la Variety, Justin Chang, a spus că aceea confruntare dintre Hidayet și İsmail de la începutul filmului are loc „în timp ce Aydın păstrează o distanță timidă [și acesta este] doar un exemplu minor al satisfacției sale și al indiferenței sale față de suferința celor din jurul său".
Collin a mai afirmat:
Se pare că majoritatea oamenilor au cel puțin un motiv foarte bun pentru a nu-l putea suferi pe Aydin: chiar și soția sa, ale cărei eforturi de strângere de fonduri de caritate le respinge râzând, criticând contabilitatea ei ca un profesor care ceartă un elev foarte greoi.

Un singur bărbat, imamul slugarnic, face eforturi  pentru a se înțelege cu el, deși Aydin este enervat de vorbele lui măgulitoare și de zâmbetele sale nesincere...
Confortul lui Aydın este, totuși, „provocat de conversațiile pe care le are cu familia săracă, cu soția și cu sora lui pe diverse subiecte care variază de la responsabilitatea civică până la a nu răspunde în fața răului”.

### Aprecieri
Filmul a câștigat Palme d'Or la cel de-al 67-lea Festival de Film de la Cannes. De departe, cel mai lung film din competiție, premiul primit a marcat punctul culminant al carierei lui Nuri Bilge Ceylan, care a mai avut onoarea să ajungă de două ori pe locul doi al festivalului, primind Marele Premiu (Grand Prix) pentru Departe în 2002 și pentru A fost odată în Anatolia în 2011, dar și premiul pentru cel mai bun regizor pentru regia filmului Cele trei maimuțe din 2008. Nuri Bilge Ceylan a primit, de asemenea, în 2014 premiul pentru cel mai bun regizor de film la Asia Pacific Screen Awards din Brisbane.
Ceylan a spus la ceremonia de acordare a premiului Palme d'Or că a fost „o mare surpriză” când a urcat pe scenă, menționând că a fost probabil o alegere potrivită într-un an care a marcat 100 de ani de existență a cinematografiei turcești. Recunoscând în mod tacit Protestele din Turcia din 2013-2014 care au dus la moartea a 11 persoane, regizorul a spus: „Vreau să dedic premiul tuturor tinerilor din Turcia, inclusiv celor care și-au pierdut viața”. El a menționat, de asemenea, lucrătorii care au fost uciși în dezastrul de la mina Soma din provincia Manisa, care a avut loc cu o zi înainte de premieră. Deși criticii și publicul au avut opinii diferite în privința dialogului și a duratei sale dificile de 196 de minute, filmul a ajuns favoritul criticilor și candidatul principal la Palme d'Or când a fost proiectat în a treia zi a festivalului. 
Filmul a fost selectat ca propunerea Turciei la categoria cel mai bun film străin la a 87-a ediție a premiilor Oscar, dar propunerea nu a fost acceptată.
| Premiu                                        | Data ceremoniei   | Categorie                     | Destinatar (i)                             | Rezultat     | Note   |
| --------------------------------------------- | ----------------- | ----------------------------- | ------------------------------------------ | ------------ | ------ |
| Asia Pacific Screen Awards                    | 11 decembrie 2014 | cel mai bun regizor           | Nuri Bilge Ceylan                          | Câștigat     | [ 36 ] |
| Premiile Bodil                                | 28 februarie 2015 | cel mai bun film non-american | Nuri Bilge Ceylan                          | Nominalizare | [ 41 ] |
| Festivalul Internațional de Film de la Cannes | 14 – 25 mai 2014  | Palme d'Or                    | Nuri Bilge Ceylan                          | Câștigat     | [ 34 ] |
| Festivalul Internațional de Film de la Cannes | 14 – 25 mai 2014  | Premiul FIPRESCI              | Nuri Bilge Ceylan                          | Câștigat     | [ 34 ] |
| Premiile César                                | 20 februarie 2015 | cel mai bun film străin       | Nuri Bilge Ceylan                          | Nominalizare | [ 42 ] |
| Premiile Academiei Europene de Film           | 13 decembrie 2014 | cel mai bun film              | Nuri Bilge Ceylan și Zeynep Ozbatur Atakan | Nominalizare | [ 43 ] |
| Premiile Academiei Europene de Film           | 13 decembrie 2014 | cel mai bun regizor           | Nuri Bilge Ceylan                          | Nominalizare | [ 43 ] |
| Premiile Academiei Europene de Film           | 13 decembrie 2014 | cel mai bun scenarist         | Ebru Ceylan și Nuri Bilge Ceylan           | Nominalizare | [ 43 ] |
| London Film Critics' Circle                   | 18 ianuarie 2015  | cel mai bun film străin       | Nuri Bilge Ceylan                          | Nominalizare | [ 44 ] |
| Los Angeles Film Critics Association          | 7 decembrie 2014  | cel mai bun film străin       | Nuri Bilge Ceylan                          | Locul 2      | [ 45 ] |
| Palm Springs International Film Festival      | ianuarie 2015     | cel mai bun actor             | Haluk Bilginer                             | Câștigat     | [ 46 ] |